# Polydamas (Compagnon)
Pour les articles homonymes, voir Polydamas.
Polydamas (en grec ancien ΠολυδάμαςPolydámas) est un officier de l'armée macédonienne sous le règne d'Alexandre le Grand. Il aurait fait partie de la garde personnelle de Parménion.

## Biographie
Compagnon probablement d'origine thessalienne (comme Médios de Larissa), Polydamas appartient à l'escadron de Pharsale et semble faire partie de la garde personnelle de Parménion. À la bataille de Gaugamèles, il est chargé par Parménion de demander le secours d'Alexandre. 
En 330 av. J.-C., Alexandre l'envoie à Ecbatane ordonner à Cléandre d'assassiner Parménion en représailles de la conjuration de Philotas. Il n'est pas loin d'être lynché par les troupes de Parménion après la mort de celui-ci. On ne connait rien d'autre de sa carrière, excepté qu'il a été licencié avec les vétérans après la sédition d'Opis et renvoyé en Macédoine avec Cratère.